# Cleruchia

Cleruchie ateniesi alla vigilia della guerra del Peloponneso

Una cleruchia era un particolare tipo di colonia greca, specialmente ateniese, avente soprattutto finalità militari.

## Etimologia
Cleruchìa (in lingua greca: κληρουχία) derivava da κλῆρος = una pietruzza, una tessera, una conchiglia o qualcosa che si utilizzava per effettuare un sorteggio (e successivamente, per estensione, anche un lotto di terreno assegnato) + ἔχω = possiedo, ho; κληρουχία significava pertanto distribuzione di beni assegnati per sorteggio.

## Storia
Le poleis greche, e specialmente Atene, cercavano di controllare i territori alleati con l'invio di cittadini-soldati (i cleruchi). Le cleruchie greche avevano finalità simili a quelle delle colonie romane: si trattava di comunità autonome, situate nel territorio di un alleato, le quali erano legate alla madrepatria da vincoli di eterna alleanza. Atene creò un gran numero di cleruchie a partire dal V secolo a.C., specialmente nei territori degli alleati appartenenti alla Lega delio-attica, soprattutto se si erano verificate delle ribellioni. Le cleruchie erano localizzate in posizioni strategiche, in quanto il primo fine era quello di sorvegliare gli alleati riottosi. 
Le cheruchie si distinguevano dalle apoichie (ἀποικία = colonia) in quanto la creazione delle apoichie aveva luogo su territorio della polis ottenuto in seguito a una conquista, mentre le cleruchie venivano stabilite sul territorio di un alleato, di solito su un territorio confiscato in seguito a una rivolta. La distinzione tra apoichia e cleruchia in base alla modalità di origine non è tuttavia sempre possibile: certe cleruchie sono state fondate talora su richiesta dell'alleato, che si assicurava così l'aiuto militare ateniese in caso di minaccia nemica. La creazione di una cleruchia sul territorio di un alleato portava spesso alla riduzione del tributo dovuto in precedenza ad Atene: per es., il tributo del Chersoneso, dopo la creazione di una cleruchia nel 447 a.C., passò da 18 talenti nel 453 a.C. a 3 talenti nel 446 a.C.; il tributo di Andro, dove la cleruchia fu creata nel 450 a.C., si dimezzò da 12 talenti nel 450 a.C., a 6 talenti nel 449 a.C.
Atene concedeva ai propri cleruchi solo l'usufrutto, non la proprietà, di una cleruchia; i cittadini ateniesi, pur lontani dalla madrepatria, avrebbero conservato comunque la cittadinanza ateniese. La concessione di lotti di terra per sorteggio permetteva a cittadini indigenti, membri dell'ultima classe del sistema timocratico di Solone (i teti), di passare alla classe superiore degli zeugiti, i cui membri servivano nell'esercito come opliti. La deduzione delle cleruchie fu uno dei mezzi con cui Pericle cercò nello stesso tempo di consolidare l'autorità di Atene e di provvedere al fabbisogno delle classi meno abbienti. La funzione delle cleruchie era pertanto triplice:
1. riduzione della pressione demografica nell'Attica, facendo espatriare i cittadini più poveri (i teti);
2. promozione sociale dei teti nella classe dei zeugiti, i quali servivano nell'esercito come opliti: si aumentavano significativamente in tal modo gli organici militari della città di Atene;
3. controllo territoriale in aree d'importanza cruciale per l'impero ateniese, trasformando gli insediamenti coloniali in altrettante guarnigioni militari.

Questi tre obiettivi sono chiaramente definiti nella politica di Pericle, riassunta da Plutarco:
(Plutarco, Vite parallele, Vita di Pericle, 11, 5-6)
La funzione militare delle cleruchie non si limitava al controllo dei principali alleati di Atene, ma comprendeva anche la sorveglianza delle vie di comunicazione, in particolar modo la sorveglianza della "via del grano", il percorso delle risorse alimentari dalla Scizia minore ad Atene, d'importanza vitale per il rifornimento della città: le cleruchie di Sciro, Lemno, Imbro, e del Chersoneso costituivano altrettante tappe di questa strada. Altre cleruchie erano stabilite a Nasso, Andro, Mitilene, Potidea, Salamina, Sinope, Amiso, Milo, Brea, nella Calcide, in Tracia, ecc.
Le cleruchie non erano di solito ben accette dagli alleati, innanzitutto perché le guarnigioni di cleruchi costituivano l'esempio manifesto della perdita della libertà. Dopo la disfatta di Atene nella guerra del Peloponneso, i cleruchi se ne tornarono nell'Attica e le cleruchie vennero tutte smantellate, tranne quelle di Imbro, Sciro e Lemno che avevano perduto nel frattempo ogni legame con Atene. Ma gli ateniesi riconobbero l'impopolarità di queste istituzioni per cui, quando nel 377 a.C. approntarono la Seconda lega delio-attica, nel patto di fondazione dell'alleanza era espressamente vietata la creazione di colonie militari nei territori alleati. Perciò, tranne rare eccezioni, il secondo impero marittimo ateniese non utilizzò questo tipo di istituzioni. La situazione cambiò un po' nel 366 a.C., a causa di un giro di vite della politica estera ateniese, che comportò la creazione di un cleruchia a Samo e di un'altra a Potidea, e nel 353 a.C. con una cleruchia a Sesto, una città del Chersoneso. Nel 343 a.C. il tentativo d'istituire una cleruchia a Cardia sotto la guida di Diopite ebbe esiti disastrosi: Cardia, che non era disposta ad accogliere i cleruchi, ruppe l'alleanza con Atene e chiese aiuto a Filippo II di Macedonia; quest'ultimo, il quale cercava di estendere il suo dominio alla Tracia, regione strategica per il commercio del grano, inviò un esercito nella città del Chersoneso; malgrado la resistenza di Diopite, nel 342 a.C. Filippo II cacciò gli Ateniesi da Cardia installandovi il tiranno Ecateo.
La disfatta ateniese nella battaglia di Cheronea (338 a.C.) mise definitivamente fine a tutte le cleruchie ateniesi.